# デヴィッド・タン

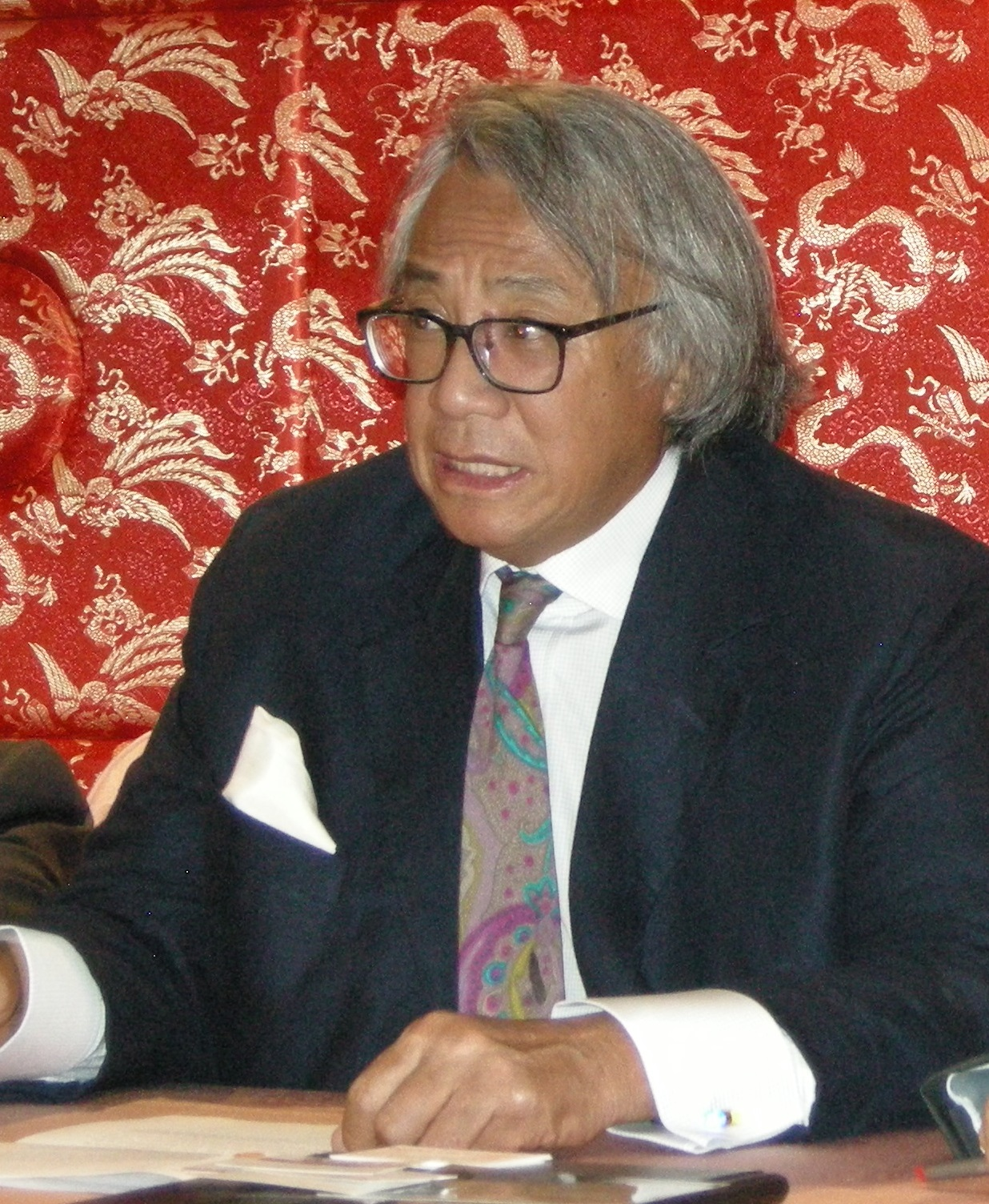
デヴィッド・タン（2014年）

デヴィッド・タン（Sir David Tang Wing-cheung KBE、鄧永鏘、1954年8月2日 - 2017年8月29日）は、香港の実業家・慈善家。ファッション・インテリアのブランド上海灘（シャンハイ・タン）や、香港・北京・シンガポールの中国会（チャイナ・クラブ）（zh）の創立者。実業家・慈善家の鄧志昂の曾孫で、鄧肇堅の孫。

## 経歴
デヴィッド・タンは、幼年期に香港のラ・サール小学校 （zh）で教育を受けた後、英国に留学、ロンドン大学キングス・カレッジ・ロンドンで論理学を専攻して哲学の学士号を、その後ケンブリッジ大学で法律学の修士号を取得した。1983年から翌年にかけて北京大学でイギリス文学と哲学を教授している。
若い頃に賭博が原因で2度の破産を経験している。1991年、中環の中国銀行の旧社屋（zh）に中国会を開設、また同年にキューバ葉巻「Cohiba」の代理権を取得。1994年、中環のペダー・ビルディング（zh）に上海灘を開店。2005年9月にはロンドンのドーチェスター・ホテル内に「China Tang（唐人館）」という名で中国料理店を出している。
英国王室メンバーや英米の政界・財界の要人との交流が深く、その交友関係は英国の元首相マーガレット・サッチャーやジョン・メージャー、最後の香港総督クリストファー・パッテン、ダイアナ妃、アンドルー王子と彼の前妻セーラ・ファーガソン、米国の元大統領ビル・クリントンから、英国の俳優マイケル・ケイン夫妻や作曲家アンドリュー・ロイド＝ウェバー、俳優ヒュー・グラントまで幅広い。また、キューバの駐香港名誉領事を務めていることから、キューバ政府上層部とも親しい。
2005年3月10日、BBCが上海で製作するテレビ討論番組「問與答」にゲスト出演した。2006年7月には『An Apple a Week』を出版、中国銀行の旧社屋において出版記念パーティーを行っている。同書では前総督パッテン卿が序言を書いている。
デヴィッド・タンは、英国より大英帝国勲章OBEを受けているが、2008年の新年叙勲でさらに大英帝国勲章KBEを受けたことにより勲爵士となった。。

## 役職
デヴィッド・タンは、香港がん基金の創設者・理事長、香港ダウン症協会の理事長などの役職を務めたり、香港青年芸術祭に協賛するなど慈善活動に広く関わっている。
- 香港がん基金 理事長
- 香港ダウン症協会 理事長
- 英国王立芸術協会（en） 信託人
- 投資会社 ブラックストーン・グループ 役員
- ホテルチェーン サヴォイホテル（en） 役員
- 宝飾商 アスプレイ＆ガラード 役員

## 家族
デヴィッド・タンは複数回の結婚を経験している。1994年に張淑儀と離婚。張淑儀との間には一男一女がある。2003年に現夫人のルーシー（Lucy Wastnage）と英国で結婚。この結婚式には元副首相のヘゼルタイン卿（en）を含む英国の政財界人が多く出席した。
香港島の半山区に住み、その他にも新界西貢区に別荘を持つ。音楽、芸術、文学、シガーなど趣味は幅広い。また、香港紙「蘋果日報 (香港)」に平易な英語を用いたコラムを書いている。

## 参考
- 鄧志昂家族（中国語版ウィキペディア）